# Bureau de poste de Keijō
 (juin 2024).
La mise en forme du texte ne suit pas les recommandations de Wikipédia : il faut le « wikifier ».
Les points d'amélioration suivants sont les cas les plus fréquents. Le détail des points à revoir est peut-être précisé sur la page de discussion.
- Les titres sont pré-formatés par le logiciel. Ils ne sont ni en capitales, ni en gras.
- Le texte ne doit pas être écrit en capitales (les noms de famille non plus), ni en gras, ni en italique, ni en « petit »…
- Le gras n'est utilisé que pour surligner le titre de l'article dans l'introduction, une seule fois.
- L'italique est rarement utilisé : mots en langue étrangère, titres d'œuvres, noms de bateaux, etc.
- Les citations ne sont pas en italique mais en corps de texte normal. Elles sont entourées par des guillemets français : « et ».
- Les listes à puces sont à éviter, des paragraphes rédigés étant largement préférés. Les tableaux sont à réserver à la présentation de données structurées (résultats, etc.).
- Les appels de note de bas de page (petits chiffres en exposant, introduits par l'outil «  Source ») sont à placer entre la fin de phrase et le point final[comme ça].
- Les liens internes (vers d'autres articles de Wikipédia) sont à choisir avec parcimonie. Créez des liens vers des articles approfondissant le sujet. Les termes génériques sans rapport avec le sujet sont à éviter, ainsi que les répétitions de liens vers un même terme.
- Les liens externes sont à placer uniquement dans une section « Liens externes », à la fin de l'article. Ces liens sont à choisir avec parcimonie suivant les règles définies. Si un lien sert de source à l'article, son insertion dans le texte est à faire par les notes de bas de page.
- La présentation des références doit suivre les conventions bibliographiques. Il est recommandé d'utiliser les modèles {{Ouvrage}}, {{Chapitre}}, {{Article}}, {{Lien web}} et/ou {{Bibliographie}}. Le mode d'édition visuel peut mettre en forme automatiquement les références.
- Insérer une infobox (cadre d'informations à droite) n'est pas obligatoire pour parachever la mise en page.

Pour une aide détaillée, merci de consulter Aide:Wikification.
Si vous pensez que ces points ont été résolus, vous pouvez retirer ce bandeau et améliorer la mise en forme d'un autre article.
Le bureau de poste de Keijō (japonais : 京城郵便局 Keijō yūbinkyoku, coréen : 경성우체국 gyeongseong-uchegug) était un bureau de poste situé à Séoul (Keijō), en Corée du Sud, ayant existé de 1915 à 1957. Cet édifice est principalement associé à la période coloniale japonaise en Corée, qui s'étend de 1910 à 1945, bien qu'il ait continué à être utilisé par la Corée du Sud jusqu'à sa destruction. 
Après la libération de la Corée en 1945, le bâtiment fut repris par le Bureau central de poste de Séoul, mais il subit des dommages considérables durant la guerre de Corée (1950-1953). Aux alentours de 1957, l'édifice fut démoli et remplacé par une nouvelle construction. Le Bureau central de poste de Séoul continue d'opérer sur l'emplacement de l'ancien bâtiment à ce jour.

## Arrière-plan
La Corée a instauré son premier système postal moderne au cours de la période Joseon. Hong Gye-hun, qui avait effectué une visite aux États-Unis dans le cadre de la toute première mission diplomatique spéciale coréenne en 1883, entreprit, à son retour, de développer ce système postal. Toutefois, son implication dans le coup d'État de Gapsin en 1884 entraîna un retard de plusieurs années dans l'adoption de ce système en Corée. Ce n'est qu'après la réforme Gabo que le système postal fut finalement mis en place. 
Lorsqu'en 1905 le Japon soumit la Corée à sa domination indirecte, le système postal coréen fut incorporé à celui des japonais. À la suite de l'annexion officielle de la Corée en 1910, le Japon entreprit une réorganisation complète de ce système, établissant de nombreux bureaux de poste et des infrastructures télégraphiques à travers tout le territoire coréen. Parmi ces initiatives, la construction du bureau de poste de Keijō se distingua particulièrement ; il devint rapidement le plus grand et le plus significatif de ces édifices. 

## Description

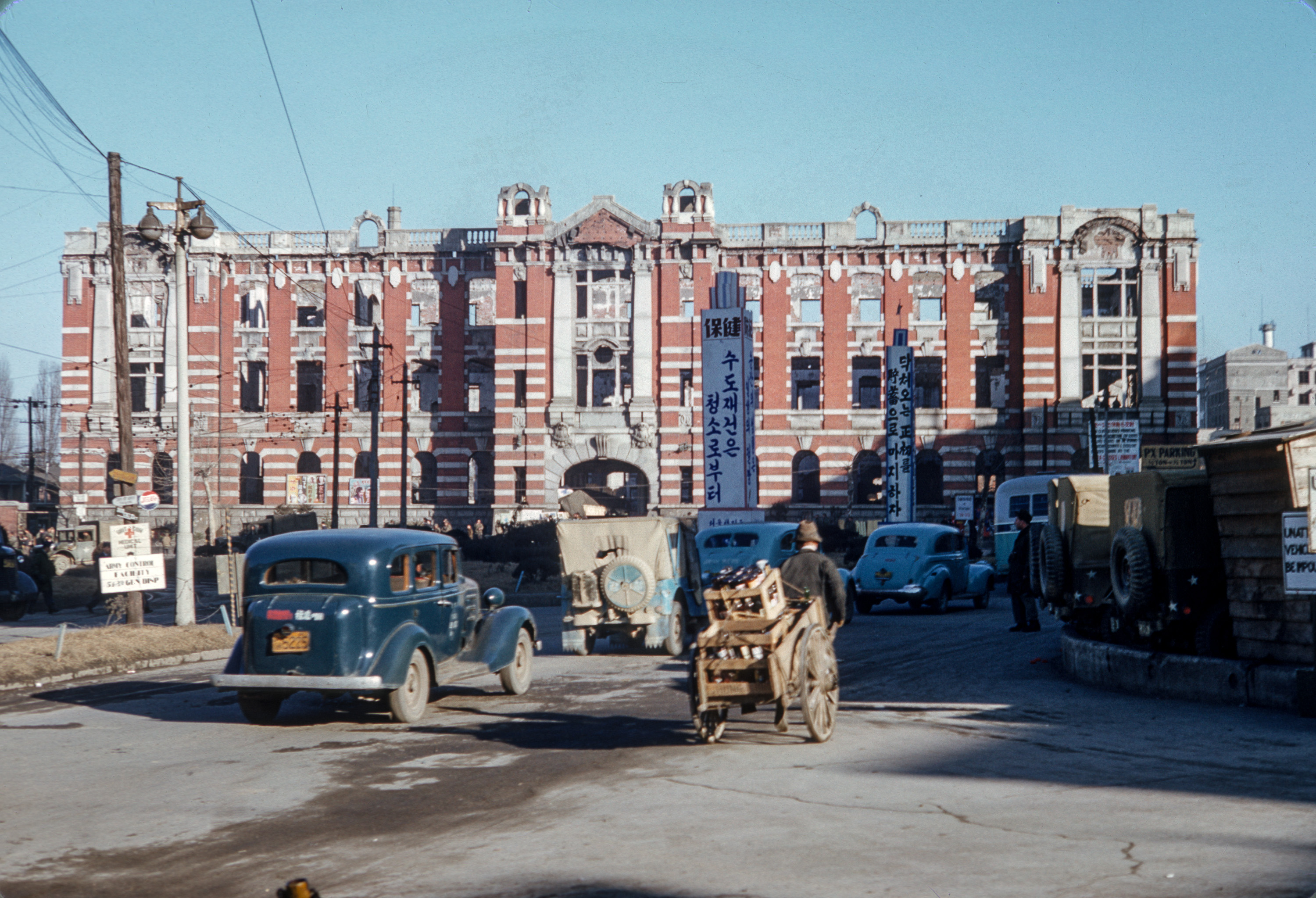
Les dégradations perceptibles sur le bâtiment, particulièrement en ce qui concerne la toiture, imputables aux hostilités de la guerre de Corée en 1954.

La construction de l'édifice débuta le 23 octobre 1913 et s'acheva le 15 septembre 1915. Il entra en fonction le 1er octobre, date commémorative de la création du gouverneur général japonais de Chōsen. L'identité de son concepteur demeure inconnue. Le style architectural de cet édifice a été qualifié d'influence britannique. Il s'agissait d'un imposant bâtiment en brique d'une superficie totale de 4 400 m2, comportant un sous-sol et trois étages en surface. Un grand dôme ornait le centre de la structure, avec des arcs surplombant les fenêtres. Il était situé à l'intersection actuelle de Namdaemunno et de Chungmu-ro. Le bâtiment jouissait d'une position très centrale, à proximité de la Banque de Chōsen et d'un centre commercial Mitsukoshi (actuellement Shinsegae). 
L'édifice a revêtu une importance capitale en Corée, agissant à la fois comme un centre névralgique de communication et un pôle financier. Selon un article publié dans le Maeil Business Newspaper, cet immeuble a exercé une influence prédominante en tant qu'instrument économique et politique sur la Corée. 
Elle administra les services postaux et télégraphiques durant une grande partie de son histoire. En septembre 1939, à la suite de la séparation du service télégraphique pour en faire une entité distincte, l'édifice fut rebaptisé Bureau central de la poste de Keijō (京城中央郵便局). 
Après la libération de la Corée en 1945, le bâtiment fut repris par la Poste centrale de Séoul. Le toit de l'édifice subit des dommages considérables en raison des bombardements survenus durant la guerre de Corée, de 1950 à 1953. L'édifice, sévèrement endommagé, fut finalement démoli et remplacé en 1957 par une construction sobre en béton, s'élevant sur trois étages. Ce nouvel édifice céda à son tour la place, dans les années 1980, à une structure plus moderne. 

## Voir également
- Poste japonaise en Corée
- Timbres-poste et histoire postale de la Corée